# ドゥーンガルプル

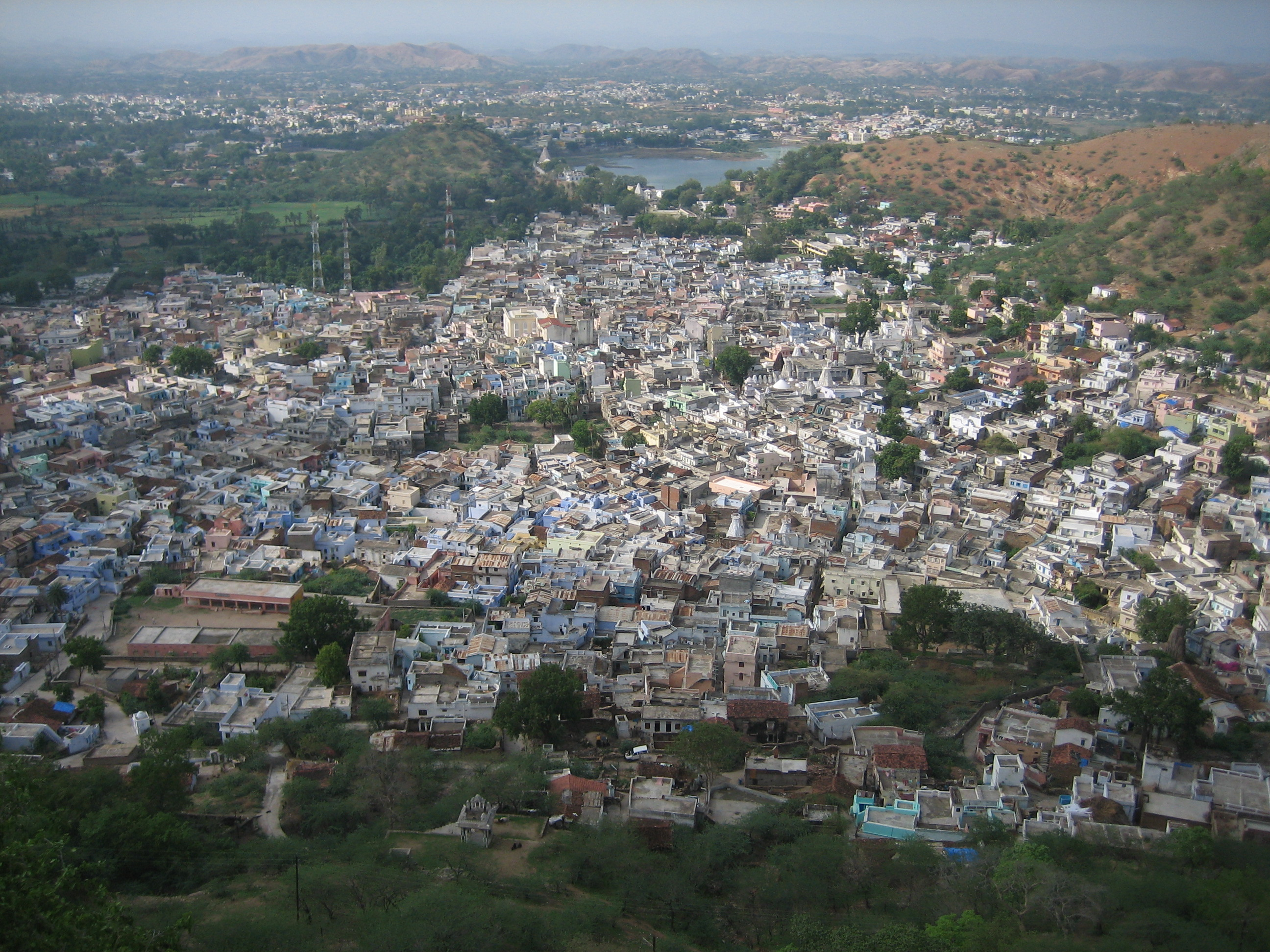
ドゥーンガルプル

ドゥーンガルプル（ヒンディー語：डूंगरपुर、英語：Dungarpur）は、インドのラージャスターン州、ドゥーンガルプル県の都市。

## 歴史
1358年、メーワール王国から分裂したラージプートの王国・ドゥーンガルプル王国が成立した。初代君主はラーワル・ヴィール・シング。
1818年、ドゥーンガルプル王国はイギリスと軍事保護条約を締結し、ドゥーンガルプル藩王国となった。
1947年、最後の藩王ラクシュマン・シングはインドへと帰属し、ドゥーンガルプル藩王国は併合された。